# Chiatra
Chiatra je (korziško Chjatra) naselje in občina v francoskem departmaju Haute-Corse regije - otoka Korzika. Leta 1999 je naselje imelo 190 prebivalcev.

## Geografija
Kraj leži v vzhodnem delu otoka Korzike 62km južno od središča Bastie.

## Uprava
Občina Chiatra skupaj s sosednjimi občinami Aléria, Ampriani, Campi, Canale-di-Verde, Linguizzetta, Matra, Moïta, Pianello, Pietra-di-Verde, Tallone, Tox, Zalana in Zuani sestavlja kanton Moïta-Verde s sedežem v Moïti. Kanton je sestavni del okrožja Corte.

## Zanimivosti
- cerkev sv. Nikolaja iz 10. stoletja, francoski zgodovinski spomenik,
- župnijska cerkev Marijinega Oznanenja,
- genovski stolpi iz začetka 16. stoletja,
- jezero Alesani.